# Черниківський водоспад
Черни́ківський водоспа́д (рідше: Черни́цький водоспа́д, Черни́к) — каскадний водоспад в Українських Карпатах (масив Ґорґани). Розташований у Надвірнянському районі Івано-Франківської області, в селі Черник, на гірській річці Черник (басейн Бистриці Надвірнянської). 
Утворився в місці, де невеликий потік перетинає скельний масив флішового типу. Загальна висота перепаду води становить 7—8 м. Водоспад двокаскадний. Верхній каскад широкий, у ньому вода падає з висоти бл. 2,5 м. Далі потік повертає у вузький клиноподібний жолоб, з якого суцільним струменем падає з висоти 4—5 м. 
Черницький водоспад легкодоступний, бо розташований при головній дорозі в межах села Черник.

## Світлини та відео

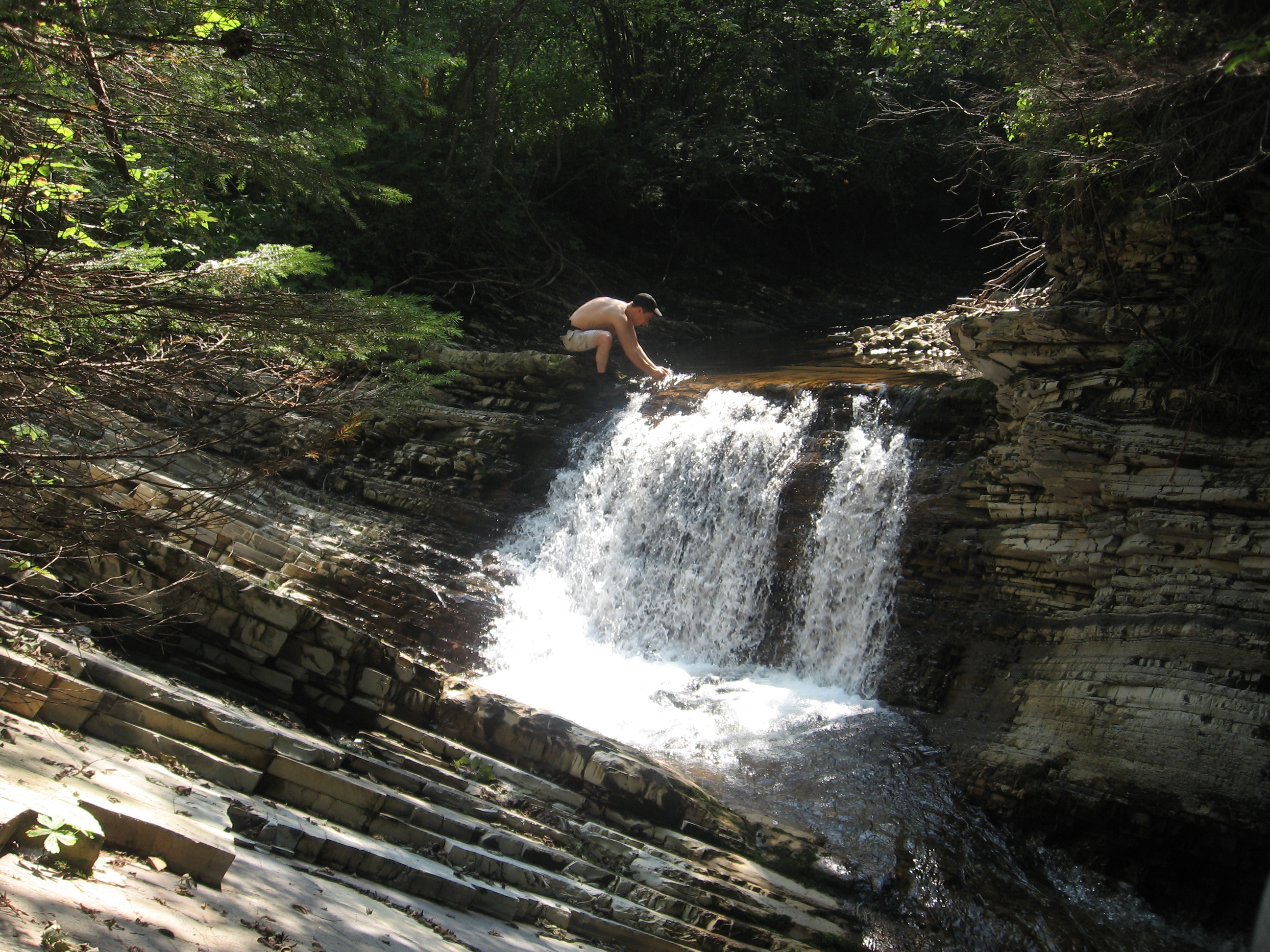
Верхній каскад
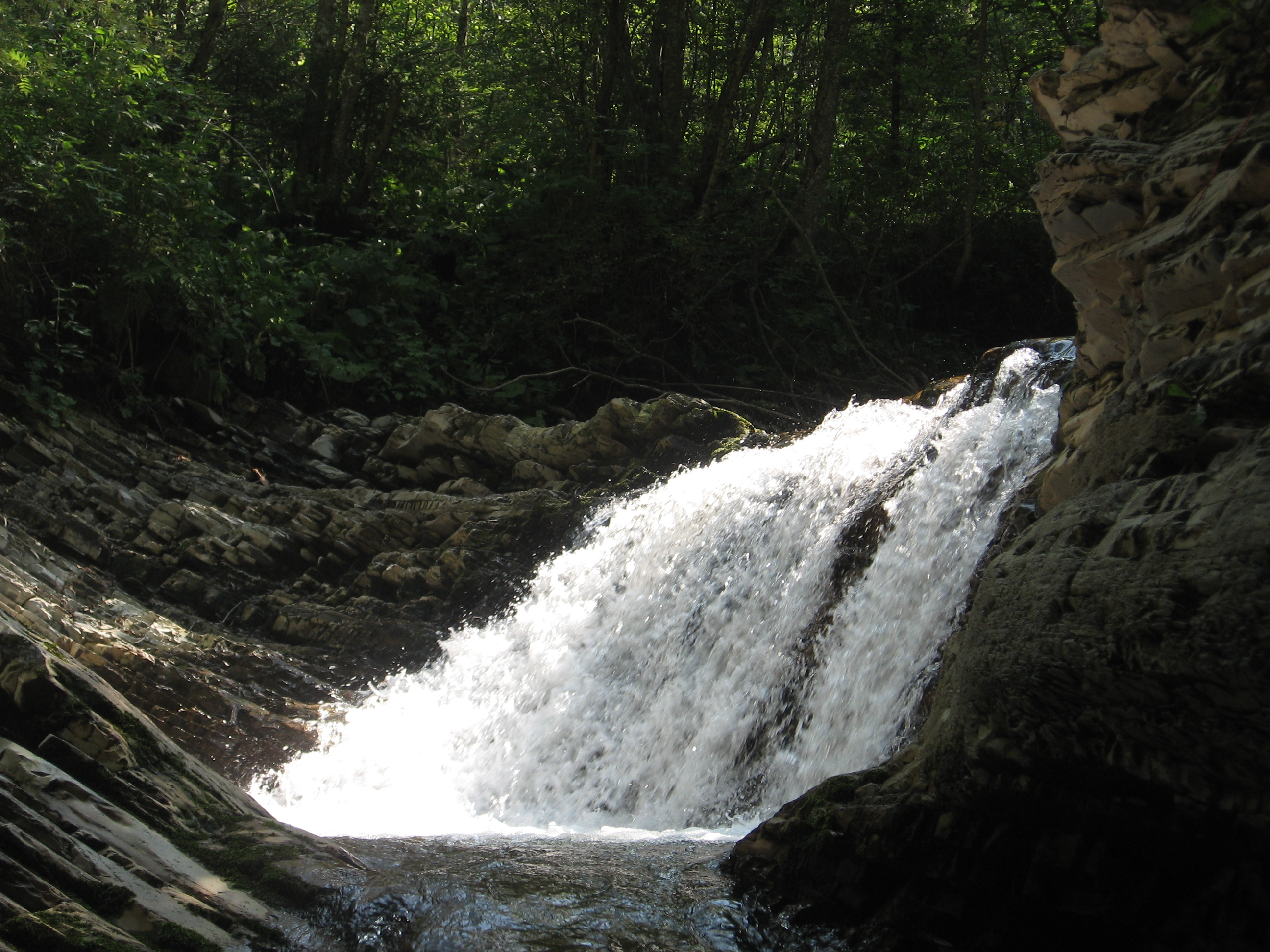
Верхній каскад
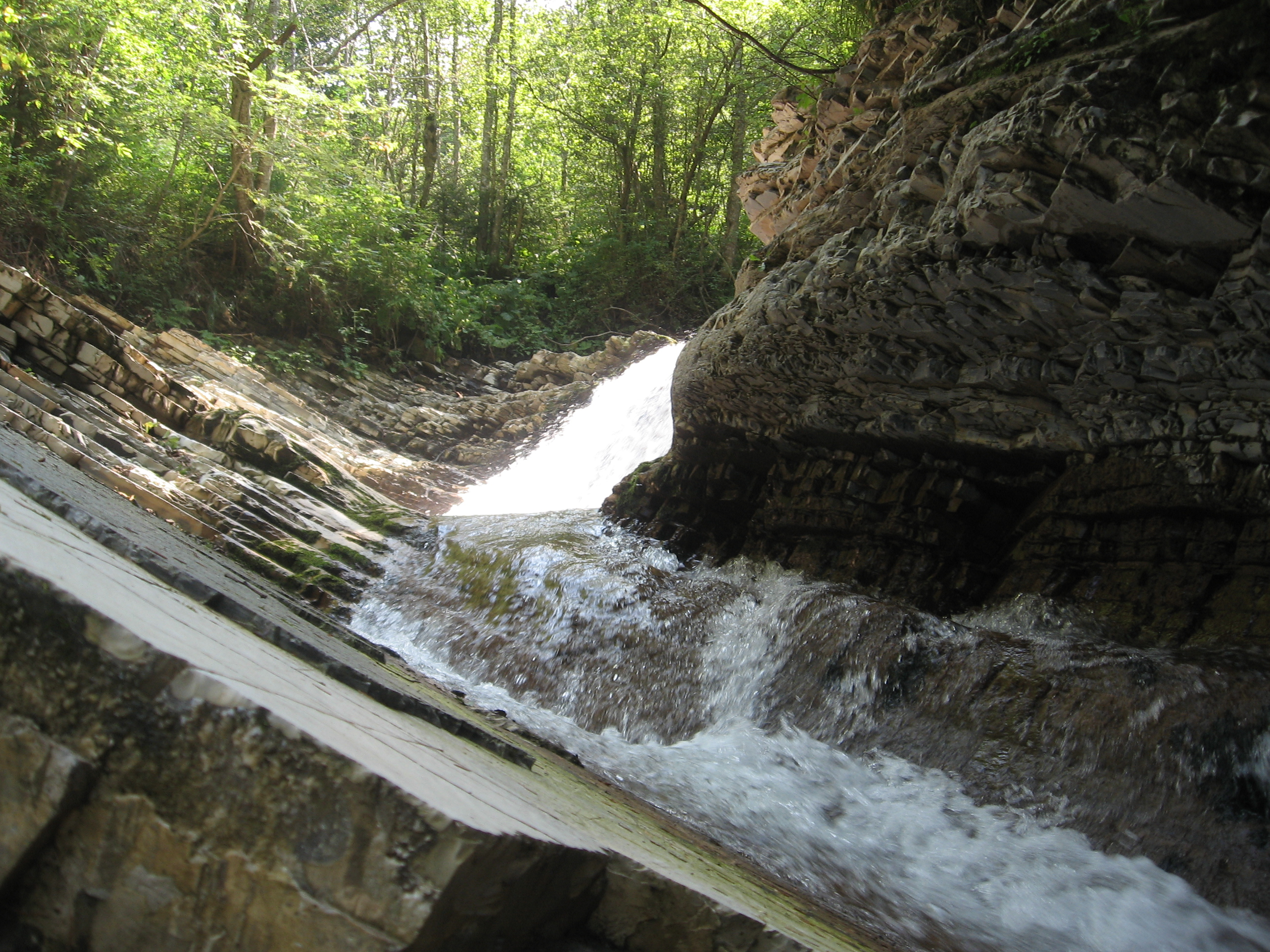
Жолоб між верхнім та нижнім каскадами
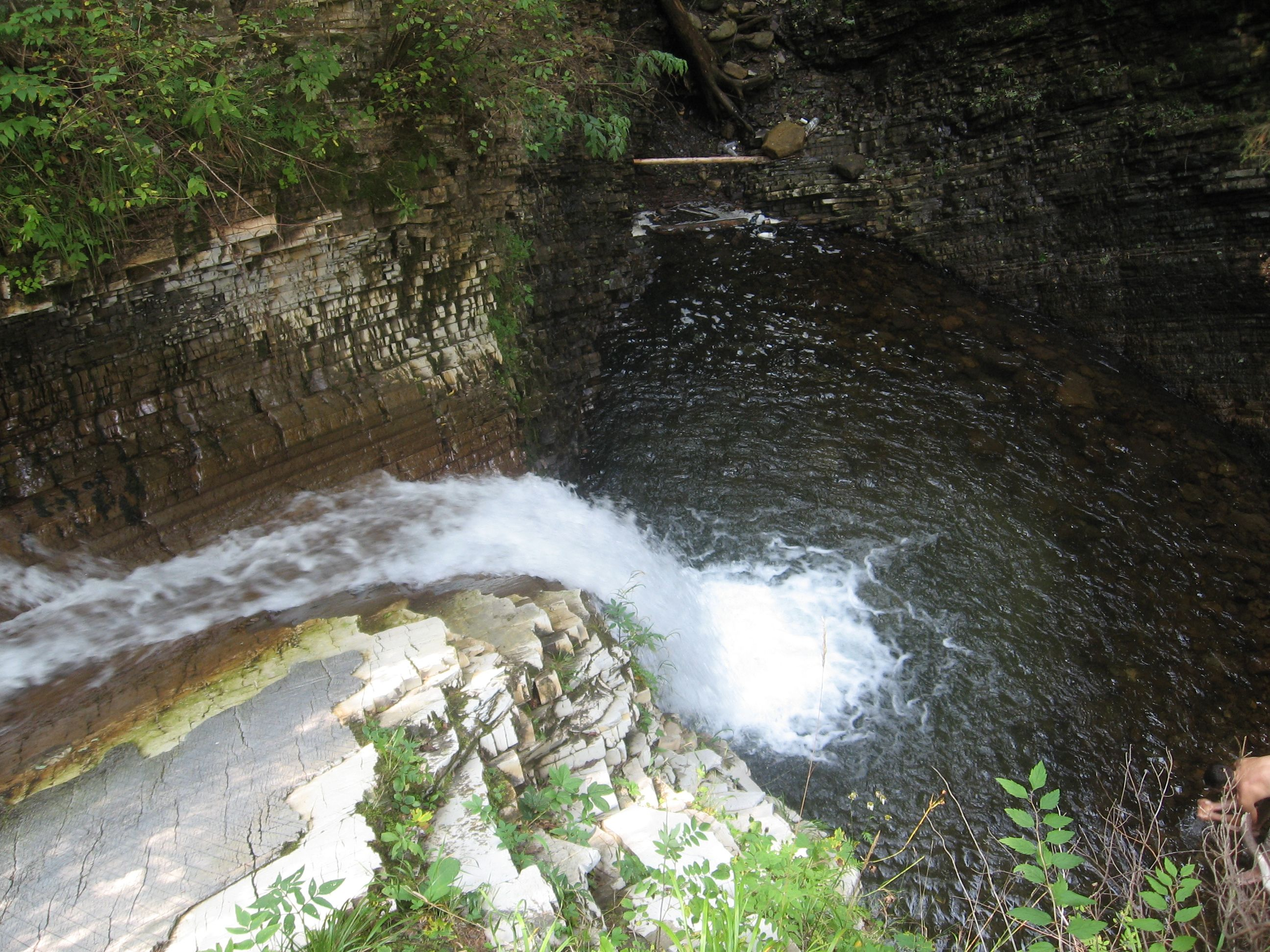
Нижній каскад (вигляд зверху)
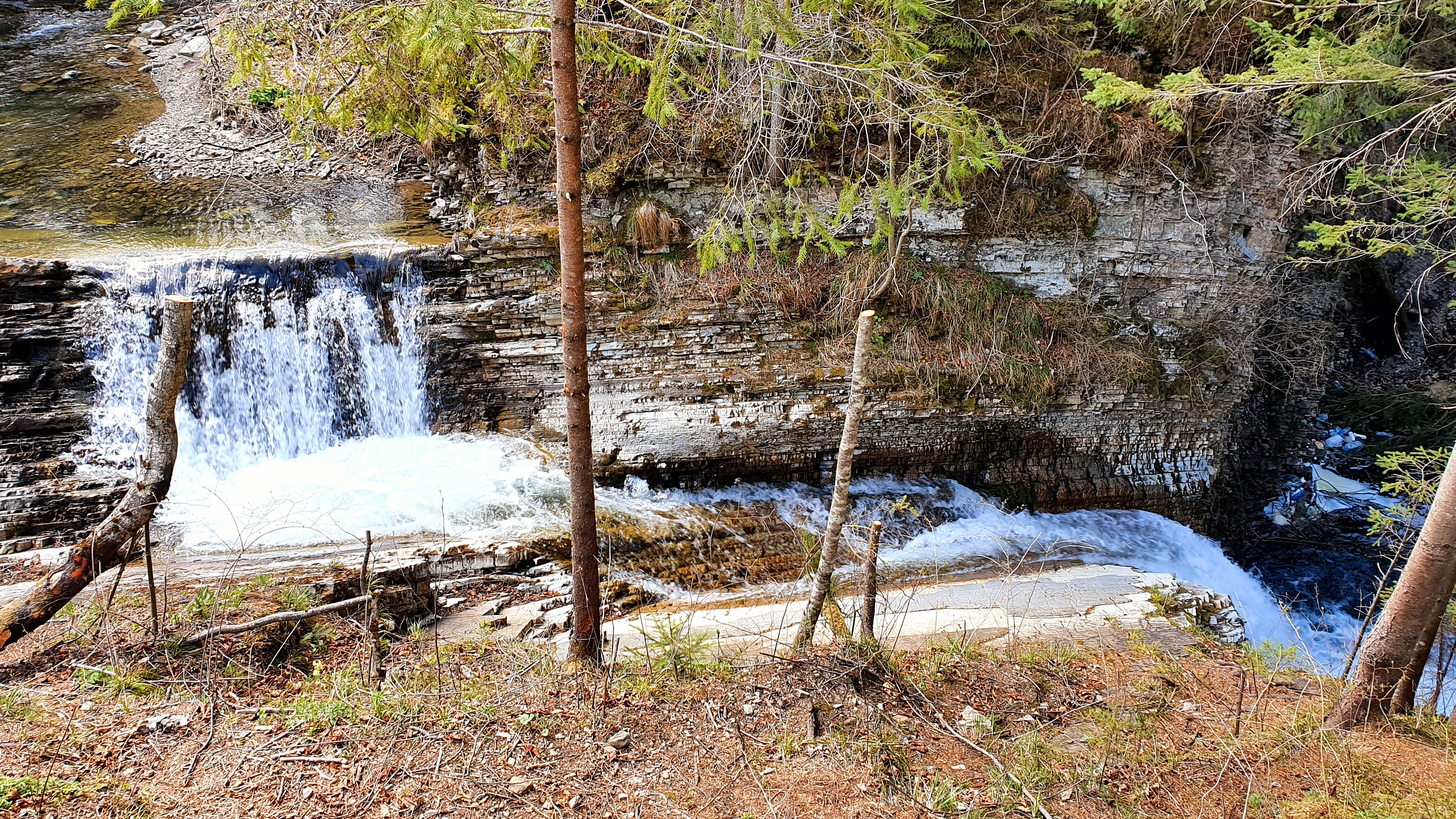
Черниківський водоспад
- Відео верхнього каскаду